# Луксі
Лу́ксі (ест. Luksi küla) — колишнє село в Естонії, на момент ліквідації належало до Туксіської сільської ради Гаапсалуського району (до жовтня 2017 року територія волості Ноароотсі, нині — волості Ляене-Ніґула повіту Ляенемаа).

## Населення
Чисельність населення в 1959 році становила 8 осіб, у 1970 році — 4 особи.

## Історія
Під час адміністративної реформи 1977 року село Луксі було ліквідовано, а його територія відійшла до села Ріґулді.